# ImageShack

Logo von ImageShack

ImageShack [ɪmɪdʒˈʃæk] ist ein kostenpflichtiger Sharehoster für Bilddateien. 
Der im November 2003 gestartete Dienst finanzierte sich anfangs ausschließlich durch Werbung. Im Rahmen einer Umstrukturierung Anfang 2014 verwarf der Anbieter die Unterstützung anderweitiger Dateiformate und verlangt von den Benutzern fortan immer eine kostenpflichtige Registrierung, um Bilder hochladen zu können.

## Überblick
Benutzer mit einem aktiven, kostenpflichtigen Benutzerkonto können Bilder auf den Webspace von ImageShack laden, um diese im Internet mittels einer automatisch generierten URL zu verlinken bzw. online abzurufen. Restriktionen für Bilder sind dabei eine Dateigröße von maximal 25 Megabyte, sowie die Bildformate JPEG, PNG, GIF, BMP oder TIFF, wobei alle abzurufenden Bilder in das JPG-Format konvertiert werden. Benutzer können ihre Bilder in einer Galerie (Fotoalbum) organisieren und diese auch wieder löschen.
Seit der Überarbeitung Anfang 2014 werden kostenlose Benutzerkonten nicht mehr angeboten, bisher hochgeladene Bilder wurden gelöscht und durch imageshack-Werbung ersetzt, wenn sie über der Grenze von 500 Bildern liegen. Nur noch Premium-Mitglieder (Jahresgebühr ab 20 $) dürfen nach einer 30-tägigen kostenlosen Test-Mitgliedschaft weiterhin Bilder hochladen. Eingestellt wurde ebenso die Unterstützung von Videos und das Hochladen quelloffener Software.

## Dauer der Speicherung
Bilddateien, die von registrierten Benutzern mit intaktem Benutzerkonto hochgeladen wurden, verfallen nie. Dateien von unregistrierten Benutzern wurden automatisch gelöscht, wenn sie innerhalb von 365 Tagen kein einziges Mal abgerufen wurden. Bilder, die nicht konform mit den Richtlinien von ImageShack sind, z. B. Pornografie und urheberrechtlich geschütztes Material, werden umgehend gelöscht. Bis Anfang 2012 gab es keine Beschränkungen hinsichtlich der Anzahl an hochgeladenen Dateien sowie des benutzten Speicherplatzes. Seit dem 1. März 2012 konnte ein kostenloser „Basic-Account“ nur noch 500 Bilder speichern. Hat man mit einem solchen Benutzerkonto am Ersten eines Monats eine größere Anzahl gespeichert, werden die 500 neuesten Bilder behalten und der Rest automatisch gelöscht. Die Verwendung eines Bezahl-Accounts schließt die unbegrenzte Speicherung ein.

## Urheberrecht
Alle Werke unterliegen dem Urheberrecht des jeweiligen Nutzers und dürfen nur im ImageShack-Netzwerk verbreitet werden.